# Елізабет Френсіс
Елізабет Френсіс (англ. Elizabeth Francis; 25 липня 1909 — 22 жовтня 2024) — американська довгожителька, вік якої було підтверджено Групою геронтологічних досліджень (GRG) та Групою LongeviQuest (LQ). 22 лютого 2024 року після смерті Едді Чекареллі, вона стала найстарішою живою людиною в США. Також вона була 3-ю найстарішою живою людиною у світі та входила до 65 найстаріших підтверджених людей у світовій історії. Її вік становив 115 років, 89 днів.

## Біографія
Елізабет Френсіс народилася 25 липня 1909 року в Сент-Мері, Луїзіана, США. Її батька було звати Джон, а мати Вірджинія. Її мати померла, коли вона була дівчинкою. Пізніше вона переїхала до Х'юстона, штат Техас, США, де її виховувала тітка.
У 1928 році вона народила свою єдину дитину, яку назвала Дороті.
У 1970 роках вона керувала кав'ярнею на х'юстонській телестанції KTRK-TV. У 1999 році вона переїхала до доньки в Х'юстон.
Станом на лютий 2021 року Френсіс мала 3 внуків, 4 правнуків та 2 праправнуків. Її сестра прожила 106 років (1904—2011), що робить їх однією з найстаріших пар сестер.
Френсіс жила зі своєю дочкою Дороті, якій було 94 роки, де і померла 22 жовтня 2024 року в Х'юстоні, штат Техас, США, у віці 115 років, 89 днів. Після її смерті найстарішою живою людиною у США стала Наомі Вайтгед.

## Рекорди довгожителя
- 4 липня 2023 року після смерті Уші Макіші, Елізабет Френсіс стала 7-ю найстарішою підтвердженою живою людиною у світі.
- 25 липня 2023 року Елізабет Френсіс стала 189-ю людиною в історії, яка досягла 114-річчя[12][13].
- 12 грудня 2023 року після смерті Фуси Тацумі, Елізабет Френсіс стала 6-ю найстарішою живою людиною у світі, чий вік був підтверджений.
- 22 лютого 2024 року після смерті Едді Чекареллі, Елізабет Френсіс стала 5-ю найстарішою живою людиною у світі та стала найстаршою живою людиною в США, чий вік був підтверджений
- 24 лютого 2024 року Елізабет Френсіс увійшла до 100 найстаріших верифікованих людей у світовій історії.
- 2 квітня 2024 року після смерті Хуана Вісенте Перес Мора, Елізабет Френсіс стала 4-ю найстарішою живою людиною у світі, чий вік був підтверджений.
- 25 липня 2024 року Елізабет Френсіс стала 72-ю людиною в історії, яка досягла 115-річчя[14][15].
- 19 серпня 2024 року, після смерті Марії Браньяс Морери стала 3-ю найстарішою живою людиною у світі.